# Moravičany (stacja kolejowa)
Moravičany – stacja kolejowa w Moravičanach, w kraju ołomunieckim, w Czechach. Znajduje się na wysokości 250 m n.p.m. i leży na linii kolejowej nr 270.